# Périls sur la terre
Périls sur la terre (Polar Opposites) est un téléfilm américain réalisé par Fred Olen Ray, diffusé en 2008.

## Synopsis
- David Terran, un scientifique spécialisé dans l'évolution des données terrestres, avance depuis toujours des théories alarmantes, que ses confrères n'ont jamais prises aux sérieux. Le jour où un terrible cataclysme frappe la Terre, le monde entier requiert ses services.

## Fiche technique
- Titre original : Polar Opposites
- Réalisation : Fred Olen Ray
- Scénario : Paolo Mazzucato
- Photographie : Theo Angell
- Musique : Chuck Cirino
- Pays : États-Unis
- Durée : 90 min

## Distribution
- Charles Shaughnessy : David
- Tracy Nelson : Jenna
- Ken Barnett : Martin
- Beth Grant : Général Railen
- Kieren Hutchison : Docteur Bradley
- Clive Revill : Leo
- Jackie Geary : Kimi
- Ian Patrick Williams : directeur Thompson
- Ismael ''East'' Carlo : Alberto
- Jeffrey Christopher Todd : Ethan